# Ezio de Vecchi
Pour les articles homonymes, voir De Vecchi.
Ezio de Vecchi (Grosseto, 21 décembre 1824 - Florence, 15 novembre 1897) était un général et un homme politique italien.

## Biographie
Il a été sénateur du royaume d'Italie à la XVIIe législature et président de la Commission géodésique italienne de 1873 à 1877.

### Carrières militaires
- Sous-lieutenant (Sottotenente) - royaume de Sardaigne : 4 mai 1848
- Lieutenant (Tenente) - royaume de Sardaigne : 16 août 1848
- Capitaine (Capitano) - royaume de Sardaigne : 23 mars 1853
- Major (Maggiore) - royaume de Sardaigne : 13 mars 1860
- Lieutenant-colonel (Tenente colonnello) : 14 avril 1861
- Colonel (Colonnello) : 12 mars 1863
- Général de division (Maggiore generale) : 21 août 1870
- Lieutenant général (Tenente generale) : 17 mai 1877-27 juin 1895, date de la retraite

### Fonctions et titres
- Officier d'ordonnance auprès du roi (15 avril 1860)
- Secrétaire du ministère de la Guerre (par intérim, 15 janvier-28 avril 1870)
- Directeur de l'Institut topographique militaire (22 décembre 1872-1877)
- Président de la Commission italienne pour la mesure du rang européen (15 février 1873-5 septembre 1877)

## Distinctions honorifiques

### Décorations italiennes
- Grand officier de l'ordre de la Couronne d'Italie
- Commandeur de l'ordre des Saints-Maurice-et-Lazare

- « Pour la bravoure dont il a fait preuve lors de la bataille de San Martino. »
- Médaille d'argent de la valeur militaire

- « Pour la bravoure dont il a fait preuve lors de la bataille de San Martino. »
- Médaille commémorative des campagnes des guerres d'indépendance (6 barrettes)
- Médaille commémorative de l'Unité italienne

### Décorations étrangères
- Commandeur de l'ordre impérial de Léopold (Empire austro-hongrois)
- Chevalier de l'ordre national de la Légion d'honneur (France)
- Médaille britannique de Crimée (Royaume-Uni)
- Médaille turque de Crimée (Empire ottoman)
- Médaille commémorative de la campagne d'Italie (1859)